# 木鱼达摩
木鱼达摩（木魚達磨、もくぎょだるま），在鸟山石燕的『百器徒然袋』里有讲到，木鱼的付丧神。木鱼是一种外形酷似鱼头的木制法器，里面是空的，敲出来有声音。僧人修行时，有节奏的敲打木鱼，可有“警昏惰、驱魔障”的功能。少数木鱼因为整天听僧人念经，受佛性熏陶，化成了名为木鱼达摩的妖怪。外形圆胖，常在午夜出现并发出“咄咄咄”的木鱼声。